# Command & Conquer: The First Decade
Command & Conquer: The First Decade is een collectie van spellen van de Command & Conquer-serie.

## Spellen
Dit is de lijst van spellen in de collectie:
| Titel                                           | Release         | Uitbreiding |
| ----------------------------------------------- | --------------- | ----------- |
| Command & Conquer: Tiberian Dawn                | 1995, augustus  | Nee         |
| Command & Conquer The Covert Operations         | 1996, april     | Ja          |
| Command & Conquer: Red Alert                    | 1996, oktober   | Nee         |
| Command & Conquer: Red Alert - Counterstrike    | 1997, maart     | Ja          |
| Command & Conquer: Red Alert - The Aftermath    | 1997, september | Ja          |
| Command & Conquer: Tiberian Sun                 | 1999, augustus  | Nee         |
| Command & Conquer: Tiberian Sun - Firestorm     | 2000, februari  | Ja          |
| Command & Conquer: Red Alert 2                  | 2000, oktober   | Nee         |
| Command & Conquer: Red Alert 2 - Yuri's Revenge | 2001, oktober   | Ja          |
| Command & Conquer: Renegade                     | 2002, februari  | Nee         |
| Command & Conquer: Generals                     | 2003, februari  | Nee         |
| Command & Conquer: Generals - Zero Hour         | 2003, september | Ja          |